# Emesis opaca
Emesis opaca är en fjärilsart som beskrevs av Hans Ferdinand Emil Julius Stichel 1910. Emesis opaca ingår i släktet Emesis och familjen Riodinidae. Inga underarter finns listade i Catalogue of Life.